# Trò chơi chiến tranh

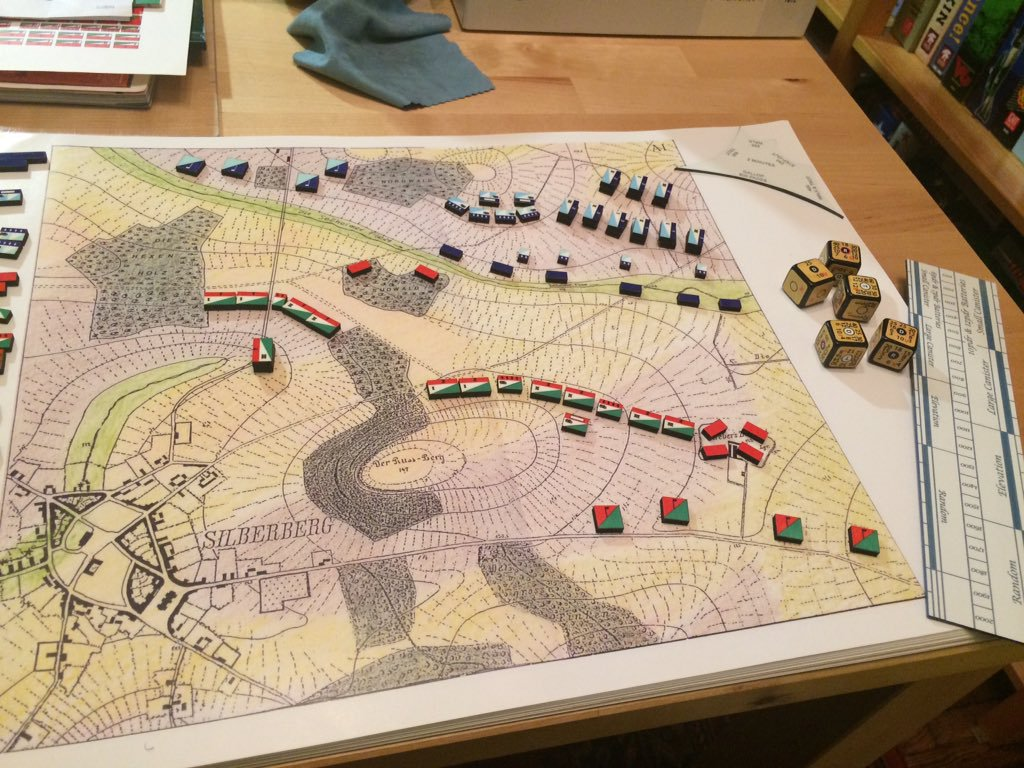
Tái hiện lại trò chơi chiến tranh quân sự của Phổ (kriegsspiel), dựa trên bộ quy tắc được phát triển bởi Georg Heinrich Rudolf Johann von Reiswitz vào năm 1824.

Trò chơi chiến tranh là một loại trò chơi chiến lược mô phỏng chiến tranh một cách thực tế, trái ngược với các trò chơi chiến lược trừu tượng như cờ vua. Trò chơi chiến tranh có thể sử dụng những mô hình nhỏ trên bàn, trò chơi trên bàn hoặc trò chơi video. Chúng thường sử dụng bản đồ mô tả các đặc điểm địa hình chiến trường khác nhau như rừng, đồi, đồng ruộng và suối, với hệ thống lưới hoặc vị trí được đặt chồng lên nhau để điều chỉnh chuyển động và vị trí của các quân cờ, mỗi vị trí thể hiện một đội hình quân sự cụ thể, chẳng hạn như một lữ đoàn bộ binh hoặc pháo binh. Nhiều trò chơi chiến tranh tái tạo các trận chiến lịch sử cụ thể và có thể bao trùm toàn bộ cuộc chiến, hoặc bất kỳ chiến dịch, trận chiến hoặc tham gia cấp thấp nào trong đó. Nhiều trò chơi chỉ mô phỏng chiến đấu trên bộ, nhưng cũng có những trò chơi chiến tranh mô phỏng hải quân và không chiến. 
Nói chung, các sự kiện dựa trên hành động trực tiếp (mọi người thực sự thực hiện các hoạt động chiến đấu mô phỏng) không được coi là chiến tranh. Một số người thiết kế có thể coi các bài tập huấn luyện dã chiến của quân đội là "chiến tranh trực tiếp", nhưng một số tổ chức như Hải quân Hoa Kỳ không chấp nhận điều này. Tương tự như vậy, các hoạt động như bắn súng sơn là thể thao chứ không phải là chiến tranh. 
Trò chơi chiến tranh hiện đại được phát minh ra ở Phổ vào đầu thế kỷ 19, và cuối cùng, quân đội Phổ đã áp dụng trò chơi chiến tranh như một cách để đào tạo sĩ quan và phát triển học thuyết. Sau khi Phổ đánh bại Pháp trong Chiến tranh Pháp-Phổ, trò chơi chiến tranh đã được áp dụng rộng rãi ở các nước khác, vừa là công cụ đào tạo và nghiên cứu của các sĩ quan quân đội và để giải trí cho những người đam mê quân sự. 